# Robert Lüling Parker

Robert Lüling Parker (um 1935)

Robert Lüling Parker, auch Robert Luling Parker meist R. L. Parker (* 1. Mai 1893 in London; † 5. Mai 1973 in Zürich), war ein Petrologe, Mineraloge und Hochschullehrer an der Eidgenössischen Technischen Hochschule Zürich.

## Leben
Er war der ältere von zwei Söhnen eines Militärarztes und besuchte die Schule in Bedford. Nach der Pensionierung seines Vaters kam er mit der Familie nach Paris, wo er am Lycée Henri IV eine umfassende Ausbildung, insbesondere der Mathematik und der französischen Sprache, erhielt. Nach seinem Abitur zog die Familie nach Freiburg im Breisgau, wo er an der Albert-Ludwigs-Universität bei Ludwig Gattermann Chemie studierte. Nach dem Tod des Vaters und mit Beginn des Ersten Weltkriegs siedelte die Familie nach Zürich über. An der ETH führte er seine Studien weiter. Direktor war zu dieser Zeit der Chemiker und Nobelpreisträger Alfred Werner. Robert L. Parker war jedoch nicht glücklich mit den strengen Vorgaben Werners, so dass er seine bisherige Fachausrichtung auf die Petrologie, Mineralogie und Kristallographie bei Ulrich Grubenmann verlegte. Er unterhielt für seine Forschungen Kontakte zu zahlreichen Sammlern und Strahlern. Nach seiner Emeritierung betreute er noch bis zu seinem Tod die grosse mineralogisch-petrografische Sammlung der ETH. Das Mineral Parkerit ist nach ihm benannt.

## Werke
- Die Mineralienfunde der Schweizer Alpen, 1952 (ursprünglich 2 Bände mit Paul Niggli und Johann Georg Koenigsberger und Fotos von Frederick Noel Ashcroft erschien 1940, bereits 1960 vergriffen, 1973 erschien die dritte Auflage, bearbeitet von Hans Anton Stalder, Francis de Quervain, Ernst Niggli und St. Graeser)
- Mineralienkunde. 1959. 4. Aufl. ed. Thun: Ott Verlag
- Minerialienkunde Ein Leitfaden F. D. Sammler. 5. Aufl. 13.–16. Tsd ed. Thun: Ott.

| Personendaten    | Personendaten                        |
| ---------------- | ------------------------------------ |
| NAME             | Parker, Robert Lüling                |
| ALTERNATIVNAMEN  | Parker, Robert Luling; Parker, R. L. |
| KURZBESCHREIBUNG | Schweizer Mineraloge                 |
| GEBURTSDATUM     | 1. Mai 1893                          |
| GEBURTSORT       | London                               |
| STERBEDATUM      | 5. Mai 1973                          |
| STERBEORT        | Zürich                               |